# Athanasios Miaulis

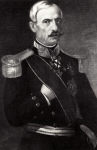
Athanasios Miaulis

Athanasios Miaulis (en griego: Αθανάσιος Μιαούλης) fue un militar y un hombre político griego. 

## Biografía
Nació en 1815 en la isla Hidra, hijo del famoso almirante Andreas Miaoulis del cual adquirió sus habilidades de marinero. Sin embargo, Athanasios también aprendió mucho de la lectura de las cartas de Phillip Ioannou. Terminó la escuela militar en Múnich y sirvió como oficial en la marina griega. Fue Ministro de la Marina en 1855 y entre 1857 y 1862 fue el primer ministro de Grecia. Murió el 7 de junio de 1867 en París víctima de un paro cardíaco.
| Predecesor: - | {{{título}}} {{{período}}} | Sucesor: - |

- Datos: Q370465
- Multimedia: Athanasios Miaoulis / Q370465